# Polites sabuleti
Polites sabuleti, la mariposa saltadora de las dunas o mariposa saltadora de los pastos salados, es una mariposa perteneciente a la familia Hesperiidae. La especie se encuentra desde el sur de Columbia Británica y el este de Washington, al sur a través de Oregón y California y el norte de Arizona hasta Baja California y al este hasta el sureste del estado de Wyoming, el centro de Colorado y el noreste de Nuevo México. El holotipo de la especie fue dscrita en el sector El Centro del Condado de Imperial. Es una especie introducida en Hawái.

## Descripción
Es una mariposa mediana con una envergadura entre 22 a 32 milímetros (0,9 a 1,3 plg). Cuenta con una generación anual con adultos visibles en vuelo desde junio a agosto en elevaciones altas. Se pueden observar varias generaciones desde los meses de marzo a octubre en la parte sur de su área de distribución y a bajas elevaciones. Las variedades desérticas se diferencian principalmente de la P. t. sabuleti en el envés de las alas, con un color de fondo más claro y todas las marcas muy oscuras. Algunos ejemplares presentan un fondo claro sin marcas visibles; la marca más oscura es menos visible que la encontrada en una serie de sabuleti rectos. Las hembras tienden a presentar marcas más marcadas en las áreas basales.
Las larvas se alimentan de diversas gramíneas, entre ellas Cynodon dactylon, Poa pratensis y Distichlis spicata var. stricta, Eragrostis trichodes, Agrostis scabra, Festuca idahoensis y Festuca brachyphylla. Los adultos se alimentan principalmente del néctar de las flores.

## Distribución
P. sabuleti se encuentra ampliamente distribuida en California, tanto a lo largo de la costa como en las tierras altas desde San Diego hacia el norte. La variedad P. t. tecumseh se encuentra a mayor altitud, de menor tamaño y con marcas extendidas. Ortas variedades son desérticas, ya que se distribuyen por el Valle de Imperial entre la vegetación de las orillas de los caminos y los arbustos de las acequias. 

## Subespecies
- Polites sabuleti sabuleti (California)
- Polites sabuleti tecumseh (Grinnel, 1903) (California)
- Polites sabuleti chusca (Edwards, 1873)  (Arizona, California)
- Polites sabuleti margaretae Miller & MacNeill, 1969 (Baja California)
- Polites sabuleti ministigma Scott, 1981 (Colorado)
- Polites sabuleti alkaliensis Austin, 1987 (Nevada, eastern Washington)
- Polites sabuleti albamontana Austin, 1987 (Nevada)
- Polites sabuleti sinemaculata Austin, 1987 (Nevada)
- Polites sabuleti nigrescens Austin, 1987 (Nevada)
- Polites sabuleti basinensis Austin, 1987 (replacement name of Polites sabuleti pallida) (Nevada)
- Polites sabuleti aestivalis Emmel, Emmel & Mattoon, 1998 (California, southern Oregon)
- Polites sabuleti channelensis Emmel & Emmel, 1998 (California)